# Brian Kapusta
Brian Kapusta – amerykański zapaśnik w stylu wolnym. Srebro na mistrzostwach panamerykańskich w 1993. Zawodnik North Dakota State University. Cztery tytuły All-America, w latach 1992–1995. Pierwszy w NCAA Division II w 1993, 1994 i 1995; trzeci w 1992 roku. Outstanding Wrestler w 1995 roku.